# 厄瓜多尔共和国广场
厄瓜多尔共和国广场是法国巴黎的一个广场，位于巴黎第八区和巴黎十七区的交界处，蒙梭公园以西。
得名于南美洲国家厄瓜多尔共和国。